# Shodai Yokoyama
Shodai Yokoyama (japanisch 横山 翔大 Yokoyama, Shodai; * 14. Oktober 2000 in der Präfektur Kanagawa) ist ein japanischer Fußballspieler.

## Karriere
Shodai Yokoyama erlernte das Fußballspielen in der Jugendmannschaft des SFAT Isehara SC, in der Schulmannschaft der Tokai University Sagamihara High School sowie in der Universitätsmannschaft der Osaka University of Health & Sport Sciences. Seinen ersten Vertrag unterschrieb er im Januar 2023 bei Albirex Niigata (Singapur). Der Verein, ein Ableger des japanischen Erstligisten Albirex Niigata, spielt in der ersten singapurischen Liga, der Singapore Premier League. Sein erstes Pflichtspiel für Albirex bestritt er am 19. Februar 2023 im Singapore Community Shield. In dem Spiel gegen Hougang United stand er in der Startelf und spielte die kompletten 90 Minuten. Albirex gewann das Spiel 3:0. Sein erstes Pflichtspiel in der Liga bestritt er am 1. Spieltag am 25. Februar 2023 im Heimspiel gegen die Young Lions. Bei dem 3:0-Sieg stand er in der Startelf und wurde in der 88. Minute gegen Masaya Watanabe ausgewechselt. Am Ende der Saison 2023 feierte er mit Niigata die singapurische Meisterschaft. Nach einer Spielzeit wechselte er im Januar 2024 zum Ligakonkurrenten Hougang United.

## Erfolge
Albirex Niigata (Singapur)
- Singapurischer Meister: 2023
- Singapore Community Shield: 2023